# Baureihe 151
De Baureihe 151 is een elektrische locomotief bestemd voor het personenvervoer en voor het goederenvervoer van de Deutsche Bundesbahn (DB).

## Geschiedenis
Door de modernisering van diverse componenten werd in de jaren 1970 besloten een opvolger voor de locomotieven van de serie 150 te ontwikkelen. Hierbij werd veel aandacht aan de draaistellen en de inrichting van de cabine besteed. De ontwikkelingen stonden onder leiding van de firma AEG te Berlijn en Krupp uit Essen.
Op 21 november 1972 vond de roll-out van de eerste locomotief de 151 001 bij Friedrich Krupp AG en AEG in Essen plaats.

## Constructie en techniek
De locomotief heeft een stalen frame. Op de draaistellen wordt elke as door een elektrische motor aangedreven. In dubbeltractie wordt de grens wat een normale schroefkoppeling kan hebben (700 kN) dan ruimschoots overschreden. Locs die als tweespan werden ingezet in het vervoer van zwarte ertstreinen of andere bulktreinen, werden daarom uitgerust met een automatische koppeling.

### Nummers
De locomotieven zijn door de Deutsche Bundesbahn (DB) als volgt genummerd:
- 151 001 – 170

## Treindiensten
De locomotieven worden door de Deutsche Bahn (DB) ingezet in het personenvervoer op diverse trajecten in onder meer Duitsland en Oostenrijk.
- ertsvervoer:
  - Venlo – Dillingen/Saar
  - Hamburg – Salzgitter

## Foto's

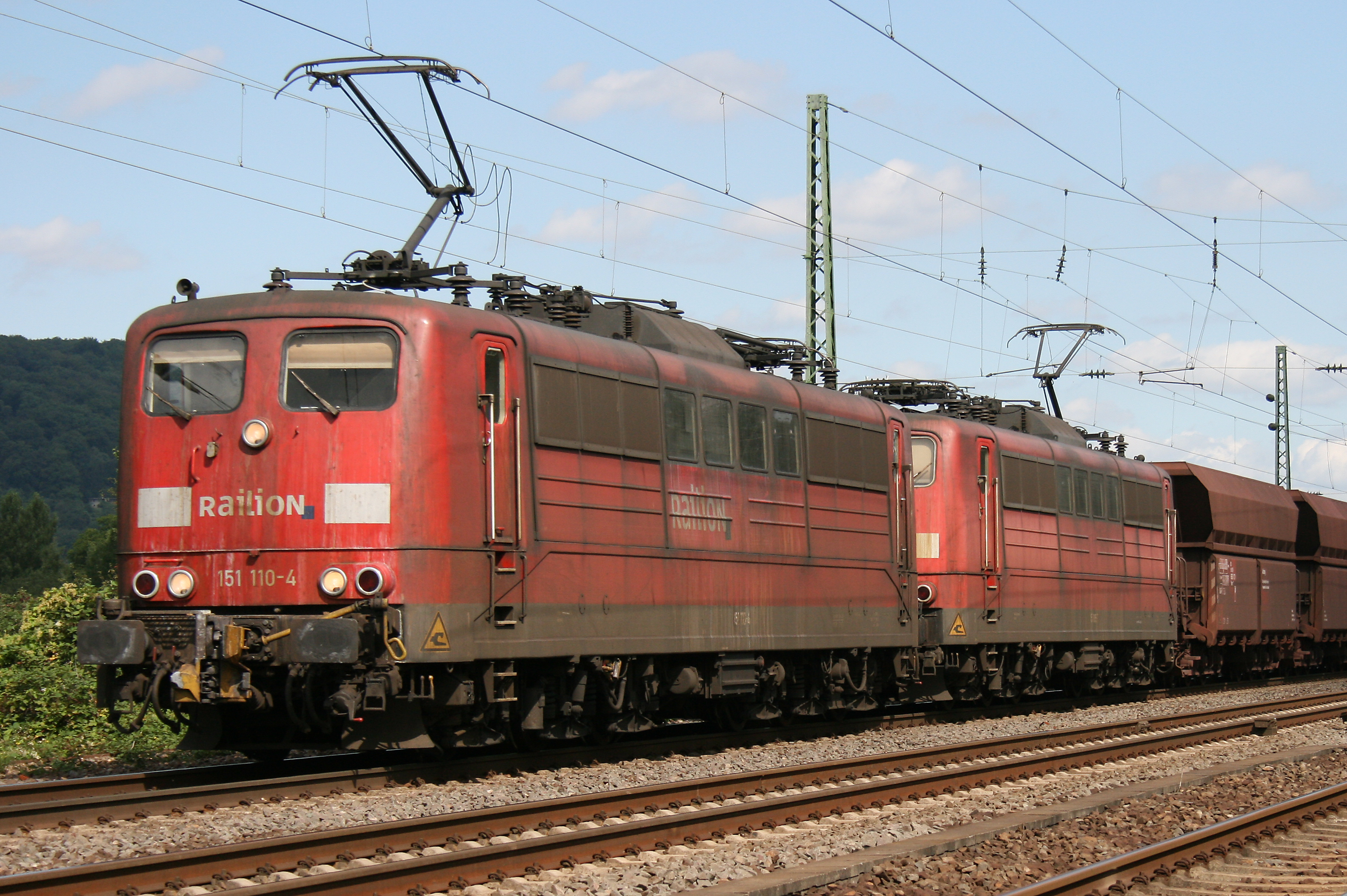
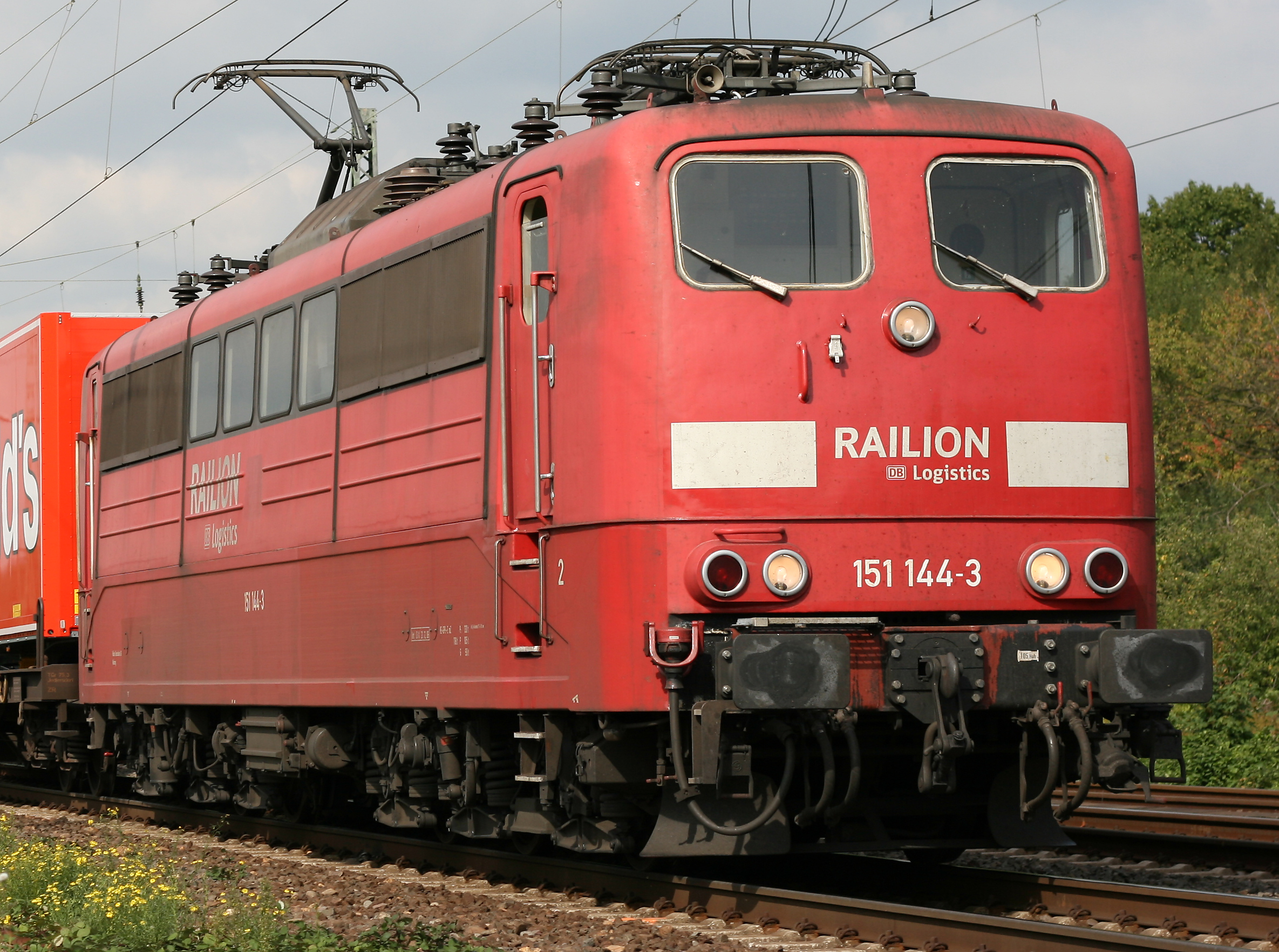
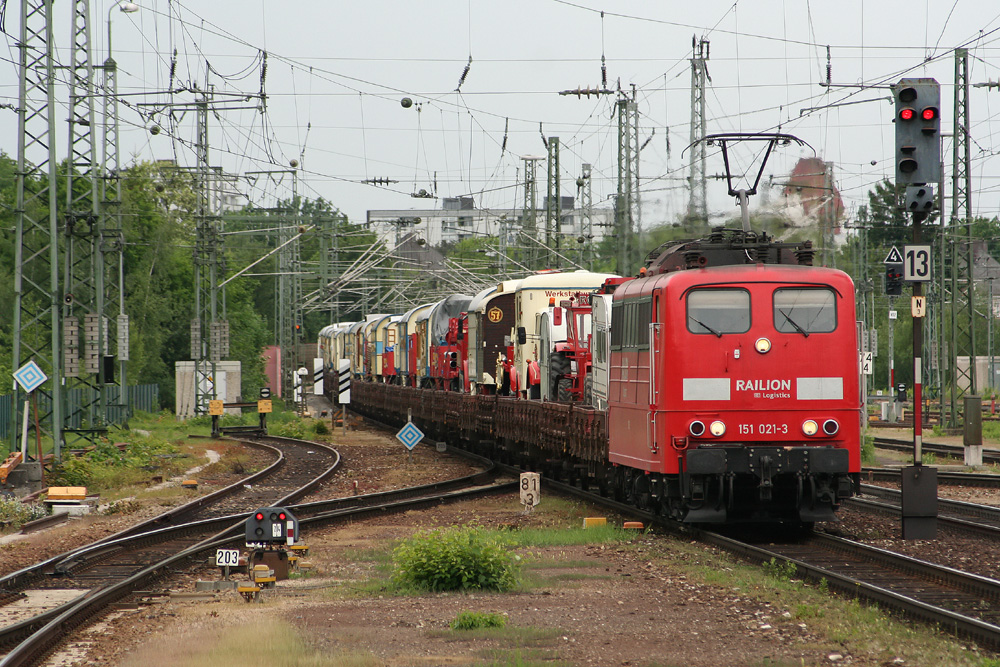

In dit overzicht staan eveneens treinen van de Deutsche Bundesbahn (DB) en van de Deutsche Reichsbahn (DR)